# グランプリ・シクリスト・ラ・マルセイエーズ
グランプリ・シクリスト・ラ・マルセイエーズ（Grand Prix Cycliste La Marseillaise）は、例年2月初旬に行われている、自転車競技、ロードレースのワンデイレース。UCIヨーロッパツアー1.1のカテゴリである。
2011年までのレース名は、グランプリ・ドゥヴェルテュール・ラ・マルセイエーズ または、グラン・プリ・ドゥヴェルテュル・ラ・マルセエーズ（Grand Prix d'Ouverture La Marseillaise）。
マルセイユが所在するブーシュ＝デュ＝ローヌ県をほぼ1周するコースで行われる。ステージレースであるエトワール・ド・ベセージュとともに、ヨーロッパにおけるロードレースの開幕を告げるレースとなっている。

## 歴代優勝者
| 年   | 優勝者                           |
| ---- | -------------------------------- |
| 1980 | レオ・ファン・フリート           |
| 1981 | ヤン・ボハールト                 |
| 1982 | ベルナール・イノー               |
| 1983 | ヤン・ラース                     |
| 1984 | エディ・プランカールト           |
| 1985 | シャルリー・モテ                 |
| 1986 | エディ・プランカールト           |
| 1987 | ジョニー・ヴェルツ               |
| 1988 | アト・ワイナンドス               |
| 1989 | ティエリ・クラヴェイローラ       |
| 1990 | エティアンヌ・デ・ウィルデ       |
| 1991 | エドヴィヒ・ファン・ホーイドンク |
| 1992 | エドヴィヒ・ファン・ホーイドンク |
| 1993 | ディディエ・ルー                 |
| 1994 | ジユ・ドリオン                   |
| 1995 | ステファヌ・アンネベール         |
| 1996 | ファビアーノ・フォンタネッリ     |
| 1997 | リシャール・ヴィランク           |
| 1998 | マルコ・サリガーリ               |
| 1999 | フランク・ファンデンブルック     |

| 年   | 優勝者                       |
| ---- | ---------------------------- |
| 2000 | エマニュエル・マニアン       |
| 2001 | ヤコブ・ピール               |
| 2002 | ザヴィエ・ジャン             |
| 2003 | リュド・ディルクスセンス     |
| 2004 | バーデン・クック             |
| 2005 | ニッキー・セレンセン         |
| 2006 | バーデン・クック             |
| 2007 | ジェレミー・ハント           |
| 2008 | エルヴェ・デュクロ＝ラサール |
| 2009 | レミ・ポリオル               |
| 2010 | ジョナタン・イヴェール       |
| 2011 | ジェレミ・ロワイ             |
| 2012 | サミュエル・デュムラン       |
| 2013 | ジュスタン・ジュール         |
| 2014 | ケネス・ヴァンビルセン       |
| 2015 | ピム・リヒハルト             |
| 2016 | ドリス・デヴェナインス       |
| 2017 | アルテュル・ヴィショ         |
| 2018 | アレクサンドル・ジュニエ     |
| 2019 | アントニー・テュルジス       |

| 年   | 優勝者                     |
| ---- | -------------------------- |
| 2020 | ブノワ・コスネフロワ       |
| 2021 | オレリアン・パレ＝パントル |
| 2022 | アモリ・カピオ             |
| 2023 | ニールソン・パウレス       |